# Liste des oiseaux menacés
Liste des oiseaux menacés
Cette liste regroupe les oiseaux les plus menacés :
- Ara à gorge bleue - Ara glaucogularis Dabbene, 1921
- Ara de Lafresnaye - Ara rubrogenys Lafresnaye, 1847
- Cacatoès des Philippines - Cacatua haematuropygia
- Cagou huppé - Rhynochetos jubatus
- Canard de Meller- Anas melleri
- Hocco à pierre
- Francolin somali - Francolinus ochropectus
- Garrulaxe du Père Courtois - Garrulax courtoisi ou Garrulax galbanus courtoisi
- Harle du Brésil - Mergus octosetaceus
- Ibis de Bernier - Threskiornis bernieri
- Lori nonnette - Vini peruviana
- Lori ultramarin - Vini ultramarina
- Martin-chasseur de Niau - Todiramphus gambieri niauensis
- Oiseau-lunettes des Seychelles - Zosterops modestus
- Papangue
- Perroquet à face jaune - Poicephalus flavifrons
- Perruche cornue - Eunymphicus cornutus
- Perruche de Sparrman – Cyanoramphus novaezelandiae
- Pétrel de Barau
- Pétrel noir de Bourbon
- Tuit tuit
- Hocco mitou - Mitu mitu